# Allertal im städtischen Bereich von Gifhorn
Das Allertal im städtischen Bereich von Gifhorn ist ein Naturschutzgebiet in der niedersächsischen Stadt Gifhorn im Landkreis Gifhorn.

## Allgemeines
Das Naturschutzgebiet mit dem Kennzeichen NSG BR 160 ist circa 35 Hektar groß. Es ist vollständig Bestandteil des FFH-Gebietes „Aller (mit Barnbruch), untere Leine, untere Oker“. Im Westen grenzt es an das Naturschutzgebiet „Allertal zwischen Gifhorn (B 4) und Flettmar (Kreisgrenze)“, im Nordosten an das Naturschutzgebiet „Allertal zwischen Gifhorn und Wolfsburg“ und an das Landschaftsschutzgebiet „Allertal-Barnbruch und angrenzende Landschaftsteile“, das es im Geltungsbereich der Naturschutzverordnung ersetzt. Das Gebiet steht seit dem 30. Mai 2019 unter Naturschutz. Zuständige untere Naturschutzbehörde ist der Landkreis Gifhorn.

## Beschreibung
Das Naturschutzgebiet liegt in Gifhorn. Es umfasst den Flusslauf der Aller mit ihrer Talaue zwischen der Querung durch die Bahnstrecke Braunschweig–Wieren im Nordosten und der Querung durch die Bundesstraße 4 im Westen. Im Innenstadtbereich von Gifhorn umfasst es den auch als Rotaller bezeichneten Flussarm.
Die Aller ist im Naturschutzgebiet überwiegend begradigt. Bis auf den Innenstadtbereich sind die Ufer unverbaut. Im Westen sind zwei Altarme der Aller in das Naturschutzgebiet einbezogen. Die Talaue des Flusses wird überwiegend von Grünländern eingenommen, in die teilweise Gehölze eingebettet sind. Die Grünländer werden vielfach intensiv genutzt. Daneben sind auch seggen- und binsenreiche Flutrasen und teilweise auch flussbegleitende Hochstaudenfluren zu finden. Lediglich im Nordosten des Naturschutzgebietes sind Auwaldstrukturen vorhanden. Die Rotaller und der Flusslauf der Aller im Innenstadtbereich von Gifhorn werden überwiegend von Gehölzen begleitet. Die unbebaute Talaue der Aller wird periodisch überflutet.
Das Gebiet ist Lebensraum verschiedener, teilweise schutzbedürftiger und gefährdeter Pflanzen- und Tierarten und dient der Vernetzung der oberhalb und unterhalb des Schutzgebietes anschließenden Naturschutzgebiete im Verlauf der Aller.
Die Aller verfügt teilweise flutende Wasservegetation. Sie beherbergt unter anderem Hasel, Gründling, Döbel, Steinbeißer, Quappe und Barbe und bietet neben anderen den Libellen Gewöhnliche Keiljungfer und Grüne Flussjungfer einen Lebensraum. Die Altarme der Aller zeigen den Charakter von Stillgewässern mit Laichkraut- und Froschbissgesellschaften. Hier kommen z. B. Schlammpeitzger und Bitterling vor. Das Gebiet ist auch Wanderkorridor und Lebensraum für Biber und Fischotter.
Feuchte Hochstaudenfluren werden unter anderem von Gelber Wiesenraute, Echtem Mädesüß, Wasserdost, Gewöhnlichem Gilbweiderich und Blutweiderich gebildet. Extensiv als Mähwiese genutzte Grünlandflächen beherbergen unter anderem Schafgarbe, Spitzwegerich und Sauerampfer. Hier sind z. B. die Schmetterlinge Viellinien-Blattspanner, Schwarzes Ordensband und Hellbraune Staubeule heimisch.
Die Auwaldreste im Nordosten des Schutzgebietes werden von Erlen und Eschen mit einer artenreichen Strauchschicht geprägt. Hier stocken unter anderem Schwarzerle, Traubenkirsche und Hasel. Dazu gesellen sich Hopfen, Rasenschmiele und Rohrglanzgras. Der Bereich ist Lebensraum von Fischotter und Biber.
Die Aller ist im Bereich des Naturschutzgebietes streckenweise durch eine Schlammschicht auf der Gewässersohle und teilweise kritische Sauerstoffwerte in keinem guten Zustand.